# Бигурдан, Гийом
Гийо́м Бигурда́н (фр. Guillaume Bigourdan, 1851—1932) — французский астроном, историк науки и метеоролог.

## Биография
Родился в Систеле, департамент Тарн и Гаронна, был старшим сыном в крестьянской семье, где было трое детей. Родители приложили немало усилий, чтобы дать Гийому образование. Он получил степень бакалавра в 1870 году и степени по физике и математике в 1874 году и в 1876 году соответственно.
С 1877 года работал в Тулузской обсерватории в качестве ассистента Феликса Тиссерана, а с 1879 — в Парижской обсерватории. Совершил ряд поездок, в частности на Мартинику для наблюдения прохождения Венеры в 1882 году, и в 1883 — в Санкт-Петербург.
В 1885 году женился на Софи, дочери адмирала Амедея Муше, директора Парижской обсерватории. В браке у Гийома и Софи родились девять детей.
В 1886 Бигурдан защитил докторскую диссертацию «Об уравнении в измерениях двойных звёзд». Занимался меридианными наблюдениями двойных звёзд, астероидов, комет, туманностей. Составил каталог положений 6380 туманностей. Ряд его работ посвящён исследованию египетского и вавилонского календарей. В 1903 году стал членом Бюро долгот и академиком Академии наук Франции. 5-томный труд Бигурдана по описанию туманностей, завершённый в 1911 году, принёс ему международную известность. В 1919 году удостоен золотой медали Королевского астрономического общества, а в 1883 и 1891 годах — премии Лаланда. Офицер ордена Почётного легиона.
Бигурдан был назначен директором международного бюро времени в 1920 году, а в 1924 году стал президентом Академии наук и Института Франции. Вышел на пенсию в 1926 году.
Умер 28 февраля 1932 года в Париже, похоронен на кладбище Монпарнас в семейном склепе с женой Софи.
| (390) Альма | 24 марта 1894 |